# Baojiadian
Baojiadian (kinesiska: 包家店, 包家店镇) är en köping i Kina. Den ligger i den autonoma regionen Xinjiang, i den nordvästra delen av landet, omkring 110 kilometer nordväst om regionhuvudstaden Ürümqi. Antalet invånare är 12 502. Befolkningen består av 6 025 kvinnor och 6 477 män. Barn under 15 år utgör 18,0 %, vuxna 15-64 år 72 %, och äldre över 65 år 9,0 %.
Runt Baojiadian är det glesbefolkat, med 17 invånare per kvadratkilometer. Närmaste större samhälle är Manasi, 9,8 km nordväst om Baojiadian. Trakten runt Baojiadian består i huvudsak av gräsmarker.
Genomsnittlig årsnederbörd är 252 millimeter. Den regnigaste månaden är november, med i genomsnitt 43 mm nederbörd, och den torraste är januari, med 9 mm nederbörd.